# ティタンの堕落
『ティタンの堕落』（ティタンのだらく、丁: Titanernes fald, 英: The Fall of the Titans）は、16世紀オランダの画家コルネリス・ファン・ハールレムが1588-1590年にキャンバス上に油彩で制作した絵画で、ギリシア神話に関連するティーターノマキアーを主題としている。ハールレム・マニエリスム派の画家の野心作で、多数の男性裸体像の様々なポーズを考案し、描く技量を示している。作品は1621年にデンマークのクリスチャン4世により購入された後、デンマークの王室コレクションに引き継がれ、19世紀以来、コペンハーゲン国立美術館に所蔵されている。

## 作品
ギリシア神話において、ティタンはオリュンポス十二神に由来するギリシア原初の神々の第二世代で、オスリス山を拠点としていた。彼らには、ガイア (大地の母) とウーラノス (天空の父) の間の12人の子供たちが含まれていた。彼らは伝説上の黄金時代の支配者で、最初の神々の体系ともなっている。
オウィディウスの『変身物語』によれば、ティタンのクロノスが父のウラーヌスを追いやったように、ティタンたちは、クロノスの子供たち (ゼウス、ハデス、ポセイドン、ヘスティア、ヘラ、デメテルらでオリュンポスの中心的神々となる) に追いやられた。この時のゼウス率いる神々らとティタンたちの戦いはティーターノマキアーと呼ばれ、10年にもわたり続いた。
なかなか勝機を見いだせなかったゼウスに、ガイアが秘策を授ける。それは、ウラーノスによって地底に閉じ込められていたキュクロプスとヘカトンケイル (巨人3人兄弟) を助け出すことであった。ゼウスが彼らを助け出すと、キュクロプスはゼウスに無敵の雷電を献上し、ゼウスはティタンたちに雷電を放つ。また、ヘカトンケイルは、100本の手で山のような巨岩を掴んでティタンたちに投げつける。ゼウスの雷電で目が見えなくなっていたティタンたちは、巨岩に押しつぶされてしまった。
最後に、ティタンたちは、ギリシアの地獄であるタルタロスに閉じ込められた。本作に描かれているのは、この場面である。画面上部に描かれている雲は、天界と地上界を隔てる境界の役割を果たしている。その雲の切れ間から、次々と敗れ去ったティタンたちが落ちてくる。地上に落ちたティタンたちは疲労困憊で戦意を喪失し、もはや戦う気力が残っている者はいない。